# Norgesmesterskapet 1973
La Norgesmesterskapet 1973 di calcio fu la 68ª edizione del torneo. La squadra vincitrice fu lo Strømsgodset, che vinse la finale contro il Rosenborg con il punteggio di 1-0.

## Risultati

### Terzo turno
| Squadra 1       | Risultato      | Squadra 2      |
| --------------- | -------------- | -------------- |
| Rosenborg       | 2 – 0          | Sunndal        |
| Langevåg        | 2 – 1          | Tornado        |
| Grue            | 3 - 3 (d.t.s.) | Fredrikstad    |
| HamKam          | 2 – 1          | Åndalsnes      |
| Raufoss         | 4 – 2          | Strinda        |
| Strømsgodset    | 1 – 0          | Varegg         |
| Haugar          | 1 - 6          | Viking         |
| Fana            | 0 - 7          | Brann          |
| Rosenborg       | 3 – 1          | Harstad        |
| Stjørdals-Blink | 0 - 1          | Stålkameratene |
| Larvik Turn     | 1 – 0          | Start          |
| Lisleby         | 1 - 2          | Eidsvold Turn  |
| Frigg           | 3 – 0          | Sarpsborg      |
| Skeid           | 3 – 0          | Odd            |
| Lillestrøm      | 5 – 3          | Mjøndalen      |
| Os              | 2 – 1          | Vålerengen     |

#### Ripetizione
| Squadra 1   | Risultato | Squadra 2 |
| ----------- | --------- | --------- |
| Fredrikstad | 4 – 0     | Grue      |

### Quarto turno
| Squadra 1      | Risultato | Squadra 2    |
| -------------- | --------- | ------------ |
| Skeid          | 0 - 5     | Lillestrøm   |
| Stålkameratene | 1 - 2     | Strømsgodset |
| Viking         | 3 – 2     | Os           |
| Molde          | 1 – 0     | Raufoss      |
| Brann          | 4 – 0     | Frigg        |
| Eidsvold Turn  | 1 - 4     | Rosenborg    |
| HamKam         | 1 – 0     | Langevåg     |
| Fredrikstad    | 3 – 1     | Larvik Turn  |

### Quarti di finale
| Squadra 1    | Risultato | Squadra 2  |
| ------------ | --------- | ---------- |
| Rosenborg    | 3 – 0     | Molde      |
| Fredrikstad  | 0 - 1     | HamKam     |
| Strømsgodset | 1 – 0     | Lillestrøm |
| Viking       | 1 – 0     | Brann      |

### Semifinali
| Squadra 1    | Risultato | Squadra 2 |
| ------------ | --------- | --------- |
| Strømsgodset | 1 – 0     | Viking    |
| HamKam       | 0 - 2     | Rosenborg |

### Finale
| Arbitro: | Thime |

|                         |           |  |
| S. Pettersen 78’ (rig.) | Marcatori |  |

#### Formazioni
| Strømsgodset |  |                       |
|              |  |                       |
|              |  | Inge Thun             |
|              |  | Per Rune Wølner       |
|              |  | Johnny Vidar Pedersen |
|              |  | Tor Alsaker-Nøstdahl  |
|              |  | Svein Dahl Andersen   |
|              |  | Odd Arild Amundsen    |
|              |  | Finn Aksel Olsen      |
|              |  | Bjørn Odmar Andersen  |
|              |  | Thorodd Presberg      |
|              |  | Steinar Pettersen     |
|              |  | Ingar Pettersen       |
|              |  | Bjørn Halvorsen       |
|              |  | Helge Karlsen         |
|              |  | Runar Larsen          |
| Allenatore:  |  |                       |
| Erik Eriksen |  |                       |

| Rosenborg        |  |                  |          |
|                  |  |                  |          |
|                  |  | Geir Karlsen     |          |
|                  |  | Erling Meirik    |          |
|                  |  | Kåre Rønnes      |          |
|                  |  | Bjørn Rime       |          |
|                  |  | Knut Jenssen     |          |
|                  |  | Jan Christiansen |          |
|                  |  | Anders Farstad   |          |
|                  |  | Erling Næss      |          |
|                  |  | Harald Sunde     |          |
|                  |  | Kjell Myrenget   |          |
|                  |  | Eivind Garberg   |          |
| A disposizione:  |  |                  |          |
|                  |  | Odd Iversen      | Ingresso |
|                  |  | Bjørn Wirkola    | Ingresso |
| Allenatore:      |  |                  |          |
| Tor Røste Fossen |  |                  |          |